# Paul Eberhard
Paul Eberhard   (Suïssa, 30 d'octubre de 1917 - Küsnacht, 4 de setembre de 1983) és un pilot de bob suís, ja retirat, que va competir en els anys posteriors a la Segona Guerra Mundial.
El 1948 va prendre part en els Jocs Olímpics d'Hivern de Sankt Moritz, on disputà les dues proves del programa de bob. Guanyà la medalla de plata en la prova de bobs a dos, formant equip amb Fritz Feierabend, mentre en la del bobs a quatre fou vuitè.